# Priorado de Stratfield Saye
O Priorado de Stratfield Saye foi um priorado estrangeiro pertencente à Abadia de Vallemont, localizada em Beech Hill na parte de Berkshire, da paróquia de Stratfield Saye (na Inglaterra).
Foi estabelecido em 1169 ou 1170 e dissolvido em 1399. O local é ocupado por uma casa do século 18 chamada 'The Priory'.